# Примейру-ди-Маю

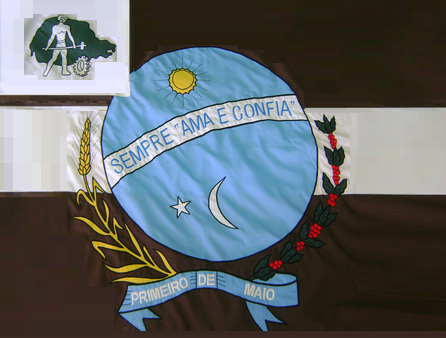
Флаг муниципалитета Примейру-ди-Маю.

Примейру-ди-Маю (порт. Primeiro de Maio) — муниципалитет в Бразилии, входит в штат Парана. Составная часть мезорегиона Северо-центральная часть штата Парана. Входит в экономико-статистический  микрорегион Порекату. Население составляет 9854 человека на 2006 год. Занимает площадь 414,442 км². Плотность населения — 23,8 чел./км².

## Статистика
- Валовой внутренний продукт на 2003 год составляет 100 860 960,00 реалов (данные: Бразильский институт географии и статистики).
- Валовой внутренний продукт на душу населения на 2003 год составляет 9835,30 реалов (данные: Бразильский институт географии и статистики).
- Индекс развития человеческого потенциала на 2000 год составляет 0,747 (данные: Программа развития ООН).